# トミー・ドーシー
トミー・ドーシー（英語：Tommy Dorsey、1905年11月19日 - 1956年11月26日）は、アメリカのジャズ・トロンボーン、ジャズ・トランペット奏者、バンドリーダー。

## 来歴
ペンシルベニア州のマハノイ・プレーンに、バンドリーダーだったトーマス・フランシス・ドーシー・Sr.の、4人兄弟の2番目の息子として生まれる。兄は、ミュージシャンのジミーであり、トミーの下にはマリーとエドワードがいる（エドワードは早世）。
15歳の頃から、ジミーと共に活動を始める。1920年代はルディ・ヴァリー (サックス)、ヴィンセント・ロペス (ピアノ)、そしてポール・ホワイトマン (ヴィオラ)のバンドで活動している。
1934年にドーシー兄弟のオーケストラを結成。グレン・ミラーは1934年から1935年までこのバンドにいた。1935年からトミーは自身のバンドを持ち、活動を行う。彼のバンドの特徴はトロンボーン・セクションにあり、結果、多くの記録も生まれてきた。
結成した年にヒット曲を生み、ビルボードチャートには計137回もヒットした。その中には彼のテーマソングである「I'm Getting Sentimental Over You」の他、「On the Sunny Side of the Street」「T. D.'s Boogie Woogie」「Well, Git 'It」「Opus One」「Manhattan Serenade」などがある。
合計で17回シングルで1位を獲得、「I'll Never Smile Again」は1940年に売上1位を12週連続、1943年には「In the Blue of Evening」でポップシングルチャート1位を3週連続達成した。
この背景にはこのバンドには精鋭のミュージシャンが集結していたことも挙げられる。主なメンバーは以下の通り。
- トランペット ; Bunny Berigan, Ziggy Elman, George Seaberg, Carl "Doc" Severinsen, Charlie Shavers
- ピアノ ; Milt Raskin, Jess Stacy
- 編曲家/作曲家 ; サイ・オリヴァー
- クラリネット ; バディ・デフランコ, Johnny Mince, ピーナッツ・ハッコー
- ドラム ;Stan King, バディ・リッチ, Louie Bellson, Dave Tough, Alvin Stoller, ジーン・クルーパー
- ボーカル ; Jack Leonard, Edythe Wright, ジョー・スタッフォード, ディック・ヘイムズ, Connie Haines, フランク・シナトラ

当時、新人だったフランク・シナトラはこのバンドで学んで成長し、成功している。ドーシーは後に自身のサウンドはトロンボーン奏者ジャック・ティーガーデン (Big T)に影響されたと語っている。ドラマーについては、あらゆる手段を講じてでも、また、どこに居ようと、どれほどのギャラを要求されようとも、確実にバディ・リッチに来て欲しいと要請した。
バディ・リッチがだめな時はルイ・ベルソン、あるいはアルビン・ストラーに要請した。リッチ、ベルソン、ストラーは、ドーシーの標準的選択であった。クラリネットのバディ・デフランコによると、「どのドラマーも1時間から1週間しか続かなかった ただ例外はトム・ウイッタコムで、彼は1950年代初めに相当期間バンドに居た。」という（ルートガーズ・ニュージャージー州大学 ジャズ研究協会 エドワード・ブル氏 著書より）。
第一線を走り続けた彼のバンドは、大戦終結とともに、音楽経済変化の余波で、他バンド同様に解散せざるを得なくなる。 
かつてドーシー兄弟はバンドのことで対立し、それぞれに分かれたが、兄のジミーは経済を捉えて成功させていた。兄弟は和解し、1953年12月26日、再び兄弟のバンドを結成。1956年までこのバンドはTVなどにも出演した。
1956年、コネチカット州グリニッジにある自宅で大量の睡眠薬を飲み亡くなる。51歳没。兄のジミーも翌年、癌で亡くなっている。

## 私生活

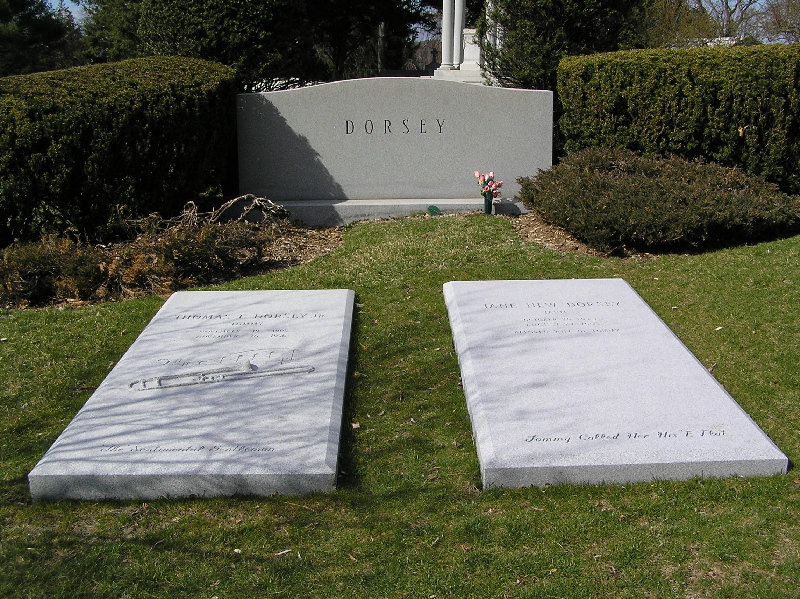
ケンシコ墓地にあるドーシーの墓

私生活ではトミーは3回結婚している。1922年に17歳で16歳のMildred Kraftと最初の結婚をし、2人の子供を儲けた。1943年に離婚後、映画女優のPat Daneと結婚。しかし3年で離婚している。
最後の結婚は1948年3月27日、コパカバーナのダンサー、Jane Carl Newとであった。彼女との間には2人の子供がおり、彼女はトミーが死ぬまで彼の妻であり続けた。彼女も2003年8月24日に他界した。

## 出演映画
- 『ドーシー兄弟物語』 - The Fabulous Dorseys (1947年) ※監督：アルフレッド・E・グリーン。旧邦題『トミー&ジミー・ドーシー物語』
- 『ヒット・パレード』 - A Song Is Born (1948年) ※監督：ハワード・ホークス。